# Dorfkirche Frankenfelde (Wriezen)

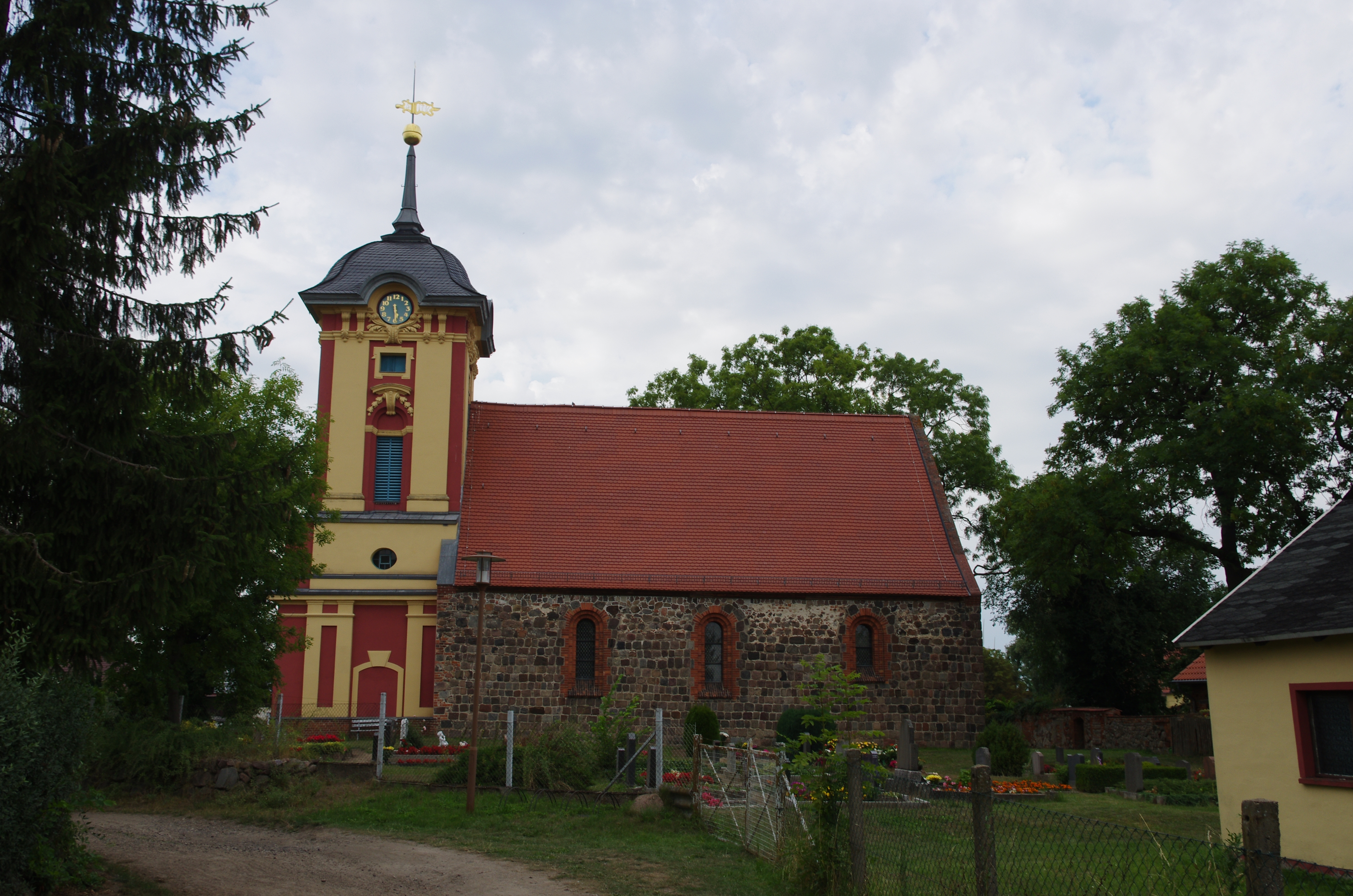
Dorfkirche Frankenfelde

Die evangelische Dorfkirche Frankenfelde ist eine Feldsteinkirche aus dem 13. Jahrhundert in Frankenfelde, einem Ortsteil der Gemeinde Wriezen im Landkreis Märkisch-Oderland im Land Brandenburg. Die Kirchengemeinde gehört zum Kirchenkreis Oderland-Spree der Evangelischen Kirche Berlin-Brandenburg-schlesische Oberlausitz.

## Lage
Die Straße Dorfplatz verläuft unter anderem im westlichen Bereich des historischen Ortskerns und dort von Nordosten kommend in südöstlicher Richtung. Sie umspannt eine dreiecksförmige Fläche, auf der die Kirche steht. Das Grundstück ist mit einer Mauer aus unbehauenen und nicht lagig geschichteten Feldsteinen eingefriedet.

## Geschichte
Das Bauwerk wurde in der Mitte des 13. Jahrhunderts als Saalkirche errichtet. 1776 ließ der damalige Eigentümer des örtlichen Rittergutes und weiterer Besitzungen in der Region, der Kirchenpatron Paul Benedikt Filipp Leonhard (von) Wolff, der zehn Jahre danach nobilitiert wurde, den Westturm errichten. 1893 vergrößerten Handwerker bis auf zwei Portale an der Nordseite die Öffnungen und Pforten. Das Bauwerk wurde in den Jahren 1999 bis 2002 saniert. Neben Gottesdiensten finden in der Kirche Konzerte, Filmvorführungen, Vorträge und Theateraufführungen sowie Ausstellungen statt.

## Baubeschreibung
Das Bauwerk wurde im Wesentlichen aus Feldsteinen errichtet, die im unteren Bereich sorgfältig behauen und vergleichsweise lagig geschichtet wurden. Im oberen Drittel verlaufen die Linien zusehends und gehen am Übergang zur Dachtraufe in Gesteinssplitter über. Die „barocken“ Vergrößerungen der Fenster aus dem Jahr 1893 wurden mit rötlichem Mauerstein hergestellt. Der Chor ist gerade und nicht eingezogen.
An der Nordwand des Kirchenschiffs sind drei Fenster. Zwei größere Öffnungen und in Richtung Chor ein hochgestelltes Fenster. Die Laibungen sind dreifach profiliert. Zwischen dem östlichen und mittleren Fenster ist eine spitzbogenförmige Pforte, die aus der Bauzeit stammen dürfte. Zwischen den beiden verbleibenden Fenstern sind die Reste einer weiteren, mit Feldsteinen zugesetzten Pforte erkennbar. An der Südseite wurden ebenfalls drei gleichartige Fenster verbaut. Das Schiff ist mit einem schlichten Satteldach gedeckt.
Nach Westen schließt sich der quadratische und eingezogene Westturm von 1776 an. Er wurde aus Mauersteinen errichtet, die anschließend verputzt wurden. Er ist reichhaltig mit plastischem Dekor geschmückt und im unteren Bereich mit doppelten Pilastern aufwändig gegliedert. Oberhalb eines Zwischengeschosses sind weitere, breite Lisenen, dazwischen ein hochrechteckiges Fenster, gefolgt von einer Turmuhr. Die geschweifte Turmhaube schließt mit einer Turmkugel und Wetterfahne ab.

## Ausstattung
Altar
Der Hochaltaraufsatz stammt aus dem Anfang des 17. Jahrhunderts und wurde 1733 verkleinert. Geblieben ist ein dreigeschossiger Aufbau mit einem klassischen Aufbau bestehend aus einer Predella mit dem Abendmahl Jesu, der Kreuzigung Christi im Altarblatt sowie der Auferstehung Jesu Christi und der Himmelfahrt im Altarauszug. Am reichlich mit Roll- und Beschlagwerk verzierten Altarblatt sind zwei weibliche Figuren angebracht, die als Allegorie an die Tugend erinnern sollen. Auf dem Hauptgebälk ist weiterhin der Evangelist Johannes sowie ein weiterer Evangelist zu sehen, dessen ikonografisches Heiligenattribut jedoch fehlt. Vermutlich aus derselben Werkstatt stammt auch ein reichhaltig verzierter, polygonaler Kanzelkorb, an dessen Aufgang Pilaster mit Hermen angebracht sind. Am mit Ecksäulchen verzierte Korb sind drei Schnitzreliefs angebracht. Sie zeigen Moses mit den Zehn Geboten, Christi Geburt sowie die Kreuzigung.
Weitere Ausstattung 
Zur weiteren Kirchenausstattung zählt ein Glasfenster, das ausweislich einer Inschrift 1598 während einer Pestepidemie als Votivgabe in die Kirche kam. An der Südwand ist eine spätgotische Wandmalerei aus dem 15. Jahrhundert erhalten geblieben. Sie könnte Jesus Christus vor Herodes zeigen.
Orgelempore 
Im Westen steht eine Empore, die auf das Jahr 1610 datiert ist. Darauf steht eine Orgel, die 1852 von Georg Mickley aus Freienwalde gebaut worden war. Gustav Heinze ergänzte 1909 das Pedalwerk. Nach mehreren Beschädigungen setzte 2002 Markus Roth aus Goyatz die Orgel wieder instand und veränderte die Disposition. Diese ist jetzt
| Manual C–f3 |    |                 |
| Principal   | 8′ | Prospektpfeifen |
| Gedackt     | 8′ |                 |
| Octav       | 4′ |                 |
| Spitzflöte  | 4′ |                 |
| Octav       | 2′ |                 |

| Pedal C–d1 |     |
| Subbass    | 16′ |